# Хурге (Марказі)
Хурге (перс. خورهه) — село в Ірані, у дегестані Хурге, в Центральному бахші, шахрестані Магаллат остану Марказі. За даними перепису 2006 року, його населення становило 627 осіб, що проживали у складі 224 сімей.

## Клімат
Середня річна температура становить 14,16°C, середня максимальна – 31,81°C, а середня мінімальна – -7,18°C. Середня річна кількість опадів – 199 мм.
| Клімат поселення                              | Клімат поселення | Клімат поселення | Клімат поселення | Клімат поселення | Клімат поселення | Клімат поселення | Клімат поселення | Клімат поселення | Клімат поселення | Клімат поселення | Клімат поселення | Клімат поселення | Клімат поселення |
| Показник                                      | Січ.             | Лют.             | Бер.             | Квіт.            | Трав.            | Черв.            | Лип.             | Серп.            | Вер.             | Жовт.            | Лист.            | Груд.            |                  |
| Середній максимум, °C                         | 9,32             | 11,49            | 16,46            | 22,31            | 27,03            | 30,42            | 31,81            | 30,89            | 27,30            | 21,58            | 15,43            | 9,28             |                  |
| Середня температура, °C                       | 1,06             | 3,24             | 8,19             | 14,07            | 18,80            | 22,18            | 26,15            | 25,23            | 21,64            | 15,94            | 9,76             | 3,62             |                  |
| Середній мінімум, °C                          | −7,18            | −5               | −0,04            | 5,82             | 10,54            | 13,92            | 20,50            | 19,58            | 15,99            | 10,28            | 4,12             | −2,04            |                  |
| Норма опадів, мм                              | 33               | 31               | 37               | 24               | 16               | 2                | 1                | 1                | 0                | 9                | 18               | 27               |                  |
| Середньомісячна швидкість вітру, м/с          | 1.57             | 2.06             | 2.90             | 2.97             | 2.79             | 2.60             | 2.63             | 2.41             | 2.22             | 2.26             | 1.85             | 1.35             |                  |
| Середньомісячна сонячна радіація, кДж/м²·день | 9670             | 12991            | 15390            | 18777            | 22588            | 26593            | 25929            | 24283            | 21217            | 15813            | 11406            | 9348             |                  |
| --------------------------------------------- | ---------------- | ---------------- | ---------------- | ---------------- | ---------------- | ---------------- | ---------------- | ---------------- | ---------------- | ---------------- | ---------------- | ---------------- | ---------------- |
| Джерело:                                      |                  |                  |                  |                  |                  |                  |                  |                  |                  |                  |                  |                  |                  |